# Championnat des îles Caïmans de football 2007-2008
Navigation
Saison précédente Saison suivante
La saison 2007-2008 du Championnat des îles Caïmans de football est la vingt-neuvième édition de la première division aux Îles Caïmans, nommée CIFA National Premier League. L'ensemble des clubs caïmanais participe à la compétition et sont regroupés au sein d'une poule unique où ils affrontent tous leurs adversaires à deux reprises. Pour permettre l'instauration d'un championnat de première division à partir de la saison prochaine, seuls les huit premiers du classement final pourront se maintenir, toutes les autres équipes disputeront le championnat de Division One.
C'est le club de Scholars International, double tenant du titre, qui remporte à nouveau la compétition cette saison après avoir terminé en tête du classement final, avec six points d'avance sur Latinos FC et quatorze sur George Town SC. Il s’agit du sixième titre de champion des îles Caïmans de l'histoire du club, qui réalise un doublé en s'imposant également en finale de la Coupe des îles Caïmans, face à Elite SC.
Théoriquement, quatorze équipes devaient participer à la compétition, mais trois ont été exclues par les instances de la ligue caïmanaise : WD United, North Side SC et FC International. Une quatrième formation, Cayman Athletic SC, devait s'engager en championnat mais doit se retirer après la 2e journée.

## Qualifications continentales
Cette saison, aucun club caïmanais ne prend part à la CFU Club Championship 2009.

## Les clubs participants
- Scholars International
- Latinos FC
- Academy SC
- George Town SC
- Roma FC
- Tigers FC
- Sunset FC
- Future SC
- Cayman Athletic SC
- Bodden Town FC
- East End United
- Elite SC

## Compétition
Le barème de points servant à établir le classement se décompose ainsi :
- Victoire : 3 points
- Match nul : 1 point
- Défaite : 0 point

### Classement

#### Phase de groupes
| Rang | Équipe                     | Pts     | J       | G       | N       | P       | Bp      | Bc      | Diff    |
| ---- | -------------------------- | ------- | ------- | ------- | ------- | ------- | ------- | ------- | ------- |
| 1    | Scholars International'T'C | 48      | 19      | 15      | 3       | 1       | 53      | 11      | +42     |
| 2    | Latinos FC                 | 42      | 20      | 12      | 6       | 2       | 44      | 20      | +24     |
| 3    | George Town SC             | 34      | 20      | 10      | 4       | 6       | 35      | 24      | +11     |
| 4    | Sunset FC                  | 31      | 19      | 8       | 7       | 4       | 31      | 29      | +2      |
| 5    | Future SC                  | 29      | 20      | 8       | 5       | 7       | 26      | 26      | 0       |
| 6    | Elite SC                   | 27      | 20      | 8       | 3       | 9       | 35      | 38      | -3      |
| 7    | Tigers FC                  | 23      | 20      | 6       | 5       | 9       | 35      | 36      | -1      |
| 8    | Roma FC                    | 23      | 20      | 6       | 5       | 9       | 29      | 33      | -4      |
| 9    | East End United            | 21      | 20      | 4       | 9       | 7       | 24      | 31      | -7      |
| 10   | Academy SC                 | 17      | 20      | 4       | 5       | 11      | 21      | 40      | -19     |
| 11   | Bodden Town FC             | 4       | 20      | 0       | 4       | 16      | 17      | 62      | -45     |
|      | Cayman Athletic SC         | Forfait | Forfait | Forfait | Forfait | Forfait | Forfait | Forfait | Forfait |

|  | Champion des îles Caïmans 2007-2008                              |
|  | Relégation en Division One                                       |
|  | : T : Tenant du titre C : Vainqueur de la Coupe des îles Caïmans |

## Bilan de la saison
| Championnat des îles Caïmans de football 2007-2008 |                                   |
| Champion                                           | Scholars International (6e titre) |
| Coupes et trophées                                 |                                   |
| Vainqueur de la Coupe des îles Caïmans 2007-2008   | Scholars International            |
| Qualifications continentales                       |                                   |
| CFU Club Championship 2009                         | Aucun                             |
| Promotions et relégations                          |                                   |
| Promus en CIFA National Premier League             | Aucun                             |
| Relégués en Division One                           | East End United                   |
| Relégués en Division One                           | Academy SC                        |
| Relégués en Division One                           | Bodden Town FC                    |